# العلاقات الثقافية ما بين الويلزيين والإنجليز
تتميز العلاقة بين الويلز والإنجليز إلى حد كبير بالتسامح مع الناس والثقافات. وتاريخيًّا، لم تكن هكذا الحال دائمًا، وما تزال عناصر عدم الثقة المتبادلة أو الكراهية والعنصرية العلنية وكره الأجانب قائمة. يطلق على الكراهية أو الخوف من الويلزية من قبل الإنجليز اسم «سمروفوبيا»، ونفس الشيء على الإنجليز من قبل الويلزيين، «رهاب الإنجليز»، أو «أنجلوفوبيا». بيد أن هذه التعابير لا تستخدم عمومًا، كما أن تعبيرات المشاعر المعادية للويلزيين أو الإنجليز تميل إلى أن تكون على سبيل الفكاهة أكثر من الجدية.
تطورت العلاقة تاريخيًّا من أصل الدولتين، وقد شكلتها القوة العسكرية والسياسية والاقتصادية والثقافية التي امتلكها الإنجليز الأكثر عددًا من الويلزيين على مدى قرون عديدة؛ الاختلافات الواضحة بين اللغتين الإنجليزية والويلزية، تحدّثا وكتابة؛ والدرجة العالية من الأهمية الثقافية التي يوليها العديد من الناس في ويلز لدلالان الهوية الوطنية مثل اللغة والأدب والتاريخ والتقاليد والرياضة الوطنية لاتحاد الرجبي.
أدى الغزو الإنجلوسكسوني لبريطانيا إلى تشكيل ويلز كقومية منفصلة بين القرنين الخامس والسابع. كان ملوك إنجلترا الأنجلو نورمانيين قد احتلوا ويلز عسكريًّا في القرن الثالث عشر، وتحت حكم هنري الثامن دُمجت البلاد في مملكة إنجلترا بقوانين ويلز في القرن السادس عشر. ومنذ ذلك الحين، تشكلت العديد من عناصر الاقتصاد والمجتمع الويلزي بناء على مطالب من إنجلترا، ووصفت ويلز بأنها «أول مستعمرة في إنجلترا». بيد أن الهوية الويلزية ظلت قوية، وهناك مؤخرا وعي واعتراف متزايد بالانفصال الثقافي والتاريخي لويلز عن إنجلترا، الذي انعكس بشكل مرير على الصعيد السياسي.
تنتمي اللغة الويلزية إلى مجموعة اللغة الكلتية، في حين أن اللغة الإنجليزية هي في المجموعة الجرمانية الغربية؛ وبالتالي، فإن اللغة الإنجليزية أبعد من اللغة الويلزية بالمصطلحات والقواعد عن عدد من اللغات الأوروبية مثل اللغة الهولندية على سبيل المثال. فنسبيًّا، القليل من الإنجليز يستطيعون فهم أو التحدث باللغة الويلزية. وعلى العكس من ذلك، يستطيع جميع المتحدثين الويلزيين تقريبًا أن يتحدثوا الإنجليزية.

## خلفية تاريخية

### سيلت وسكسون
كان السكان الأصليون في بريطانيا الرومانية يعتبرون بريطانيين، وتحدثوا اللغة البريتانية الشائعة، وهي إحدى اللغات الكتلية الجزيرية التي تطورت إلى ويلزية، كورنيو، كومبريكية، وبريتونية. وعندما غادرت الجيوش الرومانية في أوائل القرن الخامس، بدأ البريطانيون يتعرضون للهجوم والهجرات الجماعية للأنجل، واليوتيون، والساكسونيون، وشعوب جرمانية أخرى من البر الرئيسي الأوروبي، الذين أسسوا ممالك خاصة واستقروا في ما أصبح إنجلترا.
أسس البريطانيون الأصليون ممالك مستقلة مثل جويند، وباويس، وجويت، و (تحت النفوذ الأيرلندي) ديفيد في الغرب الأكثر جبلية. ساهمت معركة تشيستر في عام 616، التي فازت بها أنجل نورثومبريا، في عزل ما أصبح ويلز.

### الغزو الأنجلو نورماني
بعد غزو وليام النورماندي لإنجلترا في عام 1066، كانت مسؤولية إبقاء ويلز تحت السيطرة بين أيدي حرّاس المناطق الحدودية. في البداية ظلت جويند وباويس مستقلتين، ولكنهما أجبرتا تدريجيًّا على الاعتراف بالسلطة لملوك إنجلترا. وترجع كتابات جيرالدس كامبرينسيس التي تحدد الجوانب الإيجابية والسلبية لما رآه على أنه الشخصية الويلزية إلى هذا الوقت تقريبًا. واستند ليولين اب جروفود إلى سياسة جده ليولين الكبير، فنال لقب أمير ويلز قبولا لدى التاج الإنجليزي عام 1267. ففي أعقاب غزو إدوارد الأول في عام 1282، ضمت لائحة رودلان بشكل قانوني إمارة ليويلين في ويلز -ولكن ليس البلد بالكامل- إلى مملكة إنجلترا، وأصبح رماة القوس الويلزيون واحدةً من المجموعات العديدة من المرتزقة الأجانب الذين يخدمون مع الجيش الإنجليزي. أُرسل المستوطنون الإنجليز للعيش في البلدات التي أنشئت حديثا في ظل حكم إدوارد الأول، ولا سيما في الجنوب والشرق. وعلى مدى القرون القليلة القادمة، سيطر الإنجليز على هذه المدن، التي تم إبعاد الويلزيين الأصليين منها رسميا.

### أسرة تيودور وأوائل العصور الحديثة
في عام 1485، حصل هنري تيودور، المنحدر من أصول ويلزية، على العرش الإنجليزي كالملك هنري السابع، بفضل دعم الويلزيين. بيد أن ذلك أدى إلى ترسيخ ويلز في النظام الإداري والقانوني الإنجليزي تحت حكم ابنه هنري الثامن. فقد ضمت قوانين ويلز للفترة 1535-1542 ويلز إلى إنكلترا، وألغت النظام القانوني في ويلز، وحُظرت اللغة الويلزية من أي دور رسمي أو مركز رسمي. وسمح بانتخاب الأعضاء الذين يمثلون ويلز في البرلمان لأول مرة، رغم أن هؤلاء في كثير من الأحيان ليسوا من ويلز. أنشأ قانون الاتحاد الثاني (1542) محكمة الجلسات الكبرى لمعالجة الجنح الكبرى في ويلز: ومن بين 217 قاضيا كانوا يجلسون على مقاعد المحكمة في 288 عاما من وجودها، كان 30 قاضيا منهم فقط ويلزيون.
تدريجيا، استعادت اللغة الويلزية - التي ظلت لغة الأغلبية الساحقة من الويلزيين – بعضًا مما خسرته. كانت هناك ترجمات للكتاب المقدس الكامل إلى الويلزية بحلول عام 1600، وعلى مدى القرنين المقبلين كان هناك نمو مطرد في التعليم باللغة الويلزية، وإحياء تقاليد مثل الأيستدفود. غير أن الموقف من اللغة الويلزية في إنجلترا كان عدائيا عموما. طبعت في القرن السابع عشر مجموعة من الكراسات المناهضة للويلزية، مثل الوولوغرافيا من تأليف ويليام ريتشاردز (1682)، الذي يتمنى الموت السريع للغة الويلزية.
كما بدأت الحركات الديمقراطية والدينية المتميزة في النهوض في ويلز. بيد أن التشريعات في عام 1746 أدخلت المفهوم التشريعي الذي ينص على أن الإشارة إلى «إنجلترا» تشمل ويلز في جميع القوانين المقبلة.

### الثورة الصناعية
وفي نفس الوقت بدأ الصناعيون في إنجلترا واسكتلندا في إقامة مصانع أعمال حديد وصناعات ثقيلة أخرى في حقل الفحم في جنوب ويلز. الأمر الذي أدى ذلك إلى اجتذاب العمال من المناطق الريفية، مما أسفر عن تركيزات حضرية جديدة من المتحدثين الويلزيين، وساعد على بناء ثقافة مجتمعات وديان جنوب ويلز. وكان ثورة ميرثار عام 1831 احتجاجا على استغلال ملاك المناجم لتلك الثروات والذي بدأ فترة من الاضطرابات، بما في ذلك أعمال شغب و«حركة الشارتون» و«عملية التفكير المتطرف». وفي البرلمان، أعلن اللورد ملبورن أن جنوب ويلز هي «المنطقة الأسوء والأكثر شراسة في المملكة». وقد ظهرت شواغل المؤسسة السياسية الإنكليزية في اللجنة الملكية للتعليم في ويلز لعام 1847، التي أفادت بأن «اللغة الويلزية تشكل عقبة شاسعة في وجه ويلز، كما أنها تشكل عقبة متنوعة أمام التقدم الأخلاقي والازدهار التجاري للشعب. ليس من السهل تقدير تأثيراتها السيئة». ونتيجة لذلك، تم إنشاء مدارس باللغة الإنكليزية فقط في معظم ويلز، وعوقب الأطفال الذين يتكلمون بالويلزية.
على الرغم من أن الكتاب الإنكليز في القرن الثامن عشر والتاسع عشر وصفوا على نحو متزايد جمالية وفخر المناظر الطبيعية في ويلز، فقد عكس الكثيرون ذلك مع نظرة سلبية للشعب الويلزي نفسه. على سبيل المثال، كتبت صحيفة التايمز في عام 1866: «ويلز... بلد صغير، غير مرغوب فيه لأغراض تجارية، يسكنه شعب غير مغامر. صحيح أنه يملك معادن ثمينة، لكنها في الأساس طوِّرت بواسطة الطاقة الإنجليزية ونتيجة العوز الإنجليزي».